# Serra dels Cortils
La Serra dels Cortils és una serra situada al municipis de Bagà a la comarca del Berguedà i el de Montellà i Martinet a la comarca de Cerdanya, amb una elevació màxima de 2.457 metres.